# Municipio de Hartland (condado de Kingsbury)
El municipio de Hartland (en inglés: Hartland Township) es un municipio ubicado en el condado de Kingsbury en el estado estadounidense de Dakota del Sur. En el año 2010 tenía una población de 132 habitantes y una densidad poblacional de 0,81 personas por km².

## Geografía
El municipio de Hartland se encuentra ubicado en las coordenadas 44°29′33″N 97°24′2″O / 44.49250, -97.40056. Según la Oficina del Censo de los Estados Unidos, el municipio tiene una superficie total de 163.2 km², de la cual 163,2 km² corresponden a tierra firme y (0 %) 0 km² es agua.

## Demografía
Según el censo de 2010, había 132 personas residiendo en el municipio de Hartland. La densidad de población era de 0,81 hab./km². De los 132 habitantes, el municipio de Hartland estaba compuesto por el 100 % blancos. Del total de la población el 3,79 % eran hispanos o latinos de cualquier raza.